# Parydra nubecula
Parydra nubecula är en tvåvingeart som beskrevs av Becker 1896. Parydra nubecula ingår i släktet Parydra och familjen vattenflugor. Arten är reproducerande i Sverige. Inga underarter finns listade i Catalogue of Life.